# 192 Nausikaa
192 Nausikaa eller 1933 HH är en stor asteroid upptäckt 17 februari 1879 av den österrikiske astronomen Johann Palisa i Pula, Kroatien. Asteroiden har fått sitt namn från Nausikaa inom grekisk mytologi.
Asteroiden tillhör det ljusaste asteroiderna. Den är till exempel vid opposition ljusare än Saturnus största måne Titan som upptäcktes 145 år före någon asteroid.

## Måne?
Studier av ljuskurvor 1985 antyder att asteroiden kan ha en måne. Den ska vara 50×40×40 km stor och cirkulera runt Nausikaa på ett avstånd av 150 km. Men ingen bekräftelse har skett av denna observation.

## Fysiska egenskaper
Asteroidens form har bestämts med hjälp av ljuskurvor som visat den är cirka 30% längre än vad den är bred.
En ockultation av en stjärna observerades 1998 i USA.